# مایکل‌آنجلو (لاک‌پشت‌های نینجا)
مایکل‌آنجلو (به انگلیسی: Michelangelo) که اغلب با نام کوتاه شدهٔ مایکی یا مایک شناخته می‌شود، یک شخصیت کارتونی و یکی از چهار قهرمان اصلی در داستان‌های کمیک لاک‌پشت‌های نینجا و تمام رسانه‌های مرتبط با آن است. او از نقاب و پوشش نارنجی استفاده می‌کند و سلاحش نانچیکو دوبل است، اگرچه او در حال استفاده از سلاح‌های دیگری همچون تونفا و سانچیکو نیز به تصویر کشیده شده است. 
مایکل‌آنجلو کوچک‌ترین برادر لئوناردو، رافائل و داناتلو به شمار می‌رود (اگرچه همه آن‌ها در واقع هم‌سن هستند). او شوخ‌طبع و گاهی دست‌ و پا چلفتی و حتی خنگ است، و بسیاری از مواقع مشکلاتی را برای برادرانش به وجود می‌آورد. نام او همانند سایر برادرانش برگرفته از هنرمند عصر رنسانس، میکل‌آنژ می‌باشد.

## ویژگی‌ها و مهارت‌ها
مایکل‌آنجلو کوچک‌ترین برادر لاک‌پشت‌های نینجا است. او در میان برادرانش از بلوغ کمتری برخوردار است. او همچنین بسیار خلاق است و معمولاً به عنوان سریع‌ترین لاک‌پشت در نظر گرفته می‌شود. او هزاران ایده در سر دارد، اگرچه اغلب احمقانه هستند اما بالاخره یکی از آن‌ها بسیار درخشان خواهد بود. او با حیوانات با مهربانی رفتار می‌کند و رابطه‌اش با داناتلو بهتر است و اغلب اوقات رافائل او را اذیت می‌کند و دست می‌اندازد.
چون از بقیهٔ برادرانش کوچک‌تر است، آن‌ها در شرایط و مبارزات سخت، همواره از او مراقبت می‌کنند. سرگرمی‌های او شامل دیدن بازی‌های ویدئویی و خواندن کتاب‌های مصور می‌باشد و از خوردن پیتزا بیش از هر موجود دیگری، چه انسان و چه جهش‌یافته لذت می‌برد. او اغلب بهتر از برادرانش آشپزی می‌کند.
تصویر کلی او در تمام سری‌های لاک‌پشت‌های نینجا، یک لاک‌پشت راحت و آزاد است که اگرچه از تمرینات فراری است، ولی در مواقع لزوم یک مبارز مؤثر و تعیین‌کننده است.